# Ngô Văn Minh
Ngô Văn Minh (5 tháng 9 năm 1959 – 16 tháng 12 năm 2016) là một chính khách người Việt Nam, đại biểu Quốc hội Việt Nam khóa XII, XIII, XIV thuộc đoàn đại biểu Quảng Nam. Ông còn là Ủy viên thường trực Ủy ban Pháp luật của Quốc hội, Phó Chủ tịch Nhóm Nghị sĩ hữu nghị Việt Nam – Israel.

## Tiểu sử
Ngô Văn Minh sinh ngày 5 tháng 9 năm 1959 tại xã Duy Trinh, huyện Duy Xuyên, tỉnh Quảng Nam. Ông có bằng Cử nhân Luật. Ngày 1 tháng 3 năm 1985, ông kết nạp vào Đảng Cộng sản Việt Nam.

## Sự nghiệp
Ông có trình độ chính trị Cao cấp lý luận chính trị Đảng Cộng sản Việt Nam.
Ngô Văn Minh là Đại biểu Quốc hội từ khoá 12, 13, 14 tỉnh Quảng Nam, Ủy viên thường trực Ủy ban Pháp luật của Quốc hội. Trong khi giữ chức ông được biết đến với những câu chất vấn thẳng thắn, trong đó có vấn đề phòng chống tham nhũng và công tác cán bộ. Một tháng trước khi qua đời, ông đã có hỏi chất vấn với Bộ trưởng Nội vụ Lê Vĩnh Tân về trách nhiệm của Bộ trong vụ Trịnh Xuân Thanh từ việc tặng thưởng danh hiệu Anh hùng Lao động cho đến đề bạt, bổ nhiệm về Hậu Giang.
Ông qua đời đột ngột tại nhà riêng ở Quảng Nam vào ngày 16 tháng 12 năm 2016 vì mắc bệnh hiểm nghèo, hưởng dương 57 tuổi. Lễ truy điệu và đưa tang của ông diễn ra tại thành phố Tam Kỳ, an táng tại nghĩa trang quê nhà (huyện Duy Xuyên). Ngày 20 tháng 12 năm 2016, ông được Nhà nước Việt Nam truy tặng Huân chương Lao động hạng Nhì. Trước đó, ông cũng đã được tặng thưởng Huân chương Lao động hạng Ba và Huy hiệu 30 năm tuổi Đảng.